# Gabriela Dauerer
Gabriela Dauerer (Núremberg, Alemania, 12 de julio de 1958-Núremberg, Alemania, 22 de enero de 2023) fue una pintora alemana representante de la abstracción.

## Vida
Dauerer estudió en la Academia de las Bellas artes de Núremberg (1979-1986) y en la Villa Arson en Niza (1984-1986). En 1988 consiguió el premio de la Villa Romana de Florencia y en 1992, obtuvo una beca en Nueva York del Ministerio de la Educación y Cultura de Bávaro. En 2003 participó en la Bienal de Venecia bajo el patrocinio del Comité national monégasque d’art plastique et de l’UNESCO.

## Exposiciones
- 1985 Centre national des arts plastiques, Villa Arson, Niza, Francia
- 1986 Centre d' Art Contemporain du C.A.C. Pablo Neruda, París, Francia
- 1988 Nueva Galería Estatal de Stuttgart, Alemania
- 1988 Sala Amadis, Madrid, España
- 1992 Art Dècovertes Grand Palais, París, Francia
- 1995 Goethe-Institut, Japón
- 1995 Paszti-Bott Galería de arte, Colonia, Alemania
- 1996 Museo de arte morderna Mantua, Italia
- 2002 Museo Abteiberg, Mönchengladbach, Alemania
- 2003 Bienal de Venecia, Italia
- 2010 Musée des beaux-arts, Niza, Francia